# 宗澄女王
宗澄女王（そうちょうじょおう、寛永16年2月8日（1639年3月12日） - 延宝6年2月5日（1678年3月27日））は、江戸時代前期の尼僧。父は後水尾天皇。母は園光子。後光明天皇の同母妹。幼名は谷宮。京都霊鑑寺開基とされる。
霊鑑寺はもともとは、後陽成天皇の典侍であった持明院基子の隠居所であったが、寛永20年（1643年）に持明院基子の希望により、後水尾上皇が同地に寺院の建立を決めたのがはじまりとされる。女王は翌正保元年（1644年）もしくはそれ以前に同所を相続し移住した。承応3年（1654年）5月霊鑑寺と寺号を定められ、女王は得度し、法諱を宗澄、号を月江と号した。延宝6年（1678年）、40歳で薨去。